# Hydrocynus goliath
Il pesce tigre golia (Hydrocynus goliath Boulenger, 1898) è un grosso pesce d'acqua dolce appartenente alla famiglia Alestidae.

## Distribuzionee habitat
Questa specie è diffusa nelle acque dolci di grandi laghi e fiumi africani di Tanzania e Zaire: bacino idrografico dei fiumi Congo e Lualaba, nonché lago Tanganica e Upemba.

## Descrizione

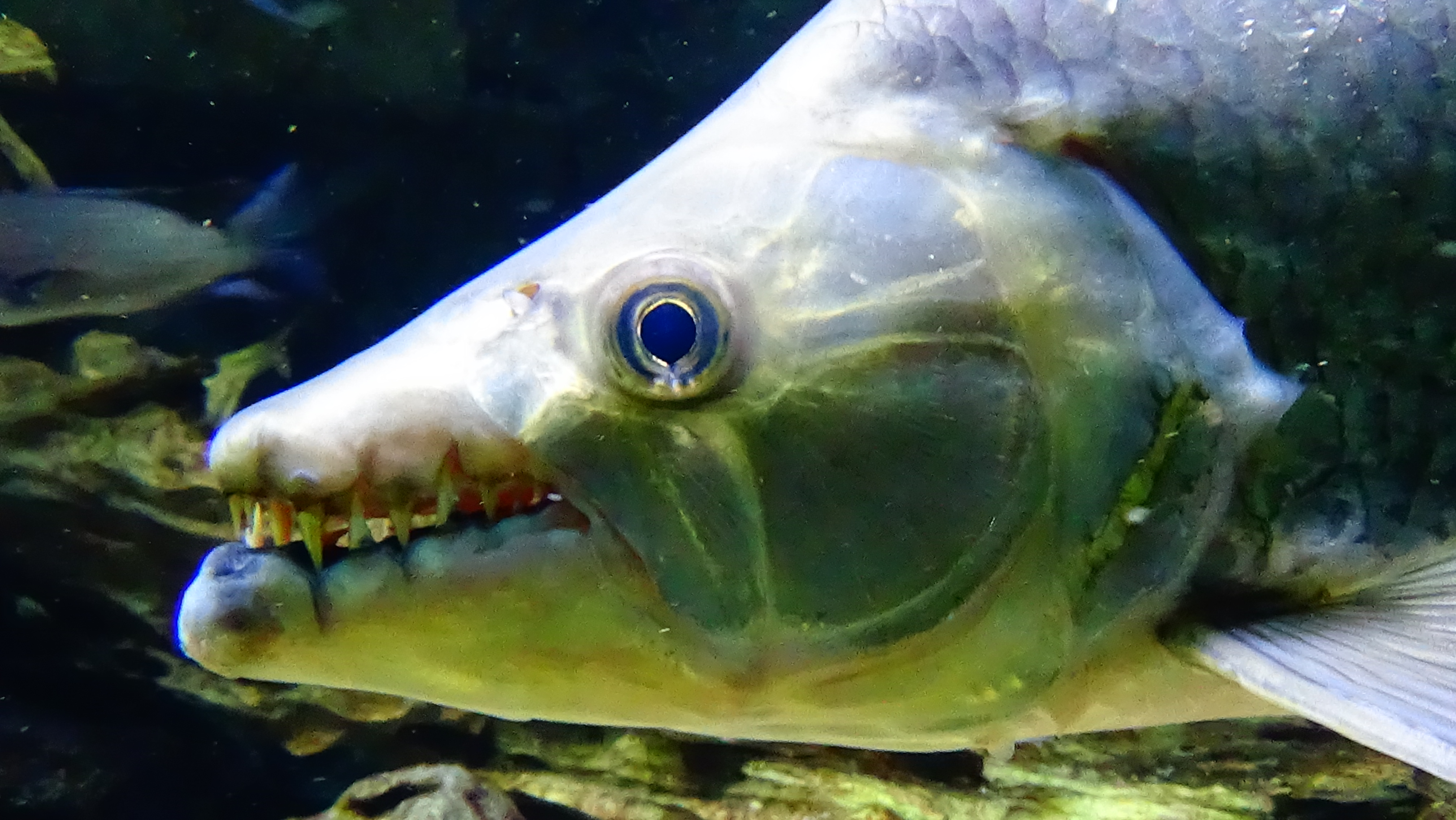
Particolare della testa con l'imponente dentatura

Presenta un corpo allungato, idrodinamico e compresso ai fianchi. La testa è allungata, gli occhi sono grandi, la bocca è ampia con mascelle provviste di 32 grandi denti appuntiti (in numero di denti varia in base all'età) di varie dimensioni (riesce a strappare anche il filo di acciaio delle lenze). Le pinne sono triangolari ed appuntite, la pinna caudale fortemente bilobata. La livrea presenta testa verde oliva, con corpo grigio argenteo e riflessi verdastri: le scaglie presentano poi piccole macchie nere formanti un reticolo o linee orizzontali brune. Le pinne sono trasparenti, tendenti al rossastro, la caudale è rosso vivo, orlata di nero. Il dimorfismo sessuale è sconosciuto.

Raggiunge una lunghezza massima di 133 cm, per 50 kg di peso.

## Riproduzione
Come per altri alestidi.

## Alimentazione
Predatore, piscivoro.

## Pesca
H. goliath è preda ambita nella pesca sportiva, ed è inoltre pescato per il commercio delle sue carni.

## Acquariofilia
Allevato solamente da appassionati, necessita di vasche estremamente capienti.